# Albert Champion
Pour les articles homonymes, voir Champion.

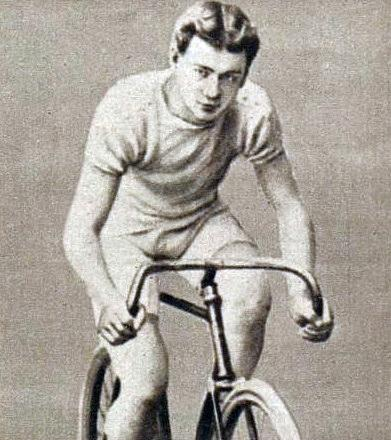
Le cycliste français Albert Champion, vers 1900.

Albert Champion, né le 5 avril 1878 dans le 17e arrondissement de Paris et mort le 27 octobre 1927 dans le 1er arrondissement de Paris, est un coureur cycliste français. En 1899, il remporte la quatrième édition de Paris-Roubaix, alors courue derrière des entraîneurs à motocyclette. Il se rend peu après aux États-Unis où il dispute des courses sur piste derrière motos, un type de compétition alors populaire dans ce pays. De retour en France, il remporte en 1904 le championnat de France de demi-fond.
En 1908, il fonde la Champion Ignition Company (en) qui fabrique des bougies d'allumage à Flint, Michigan. En 1909, la société change de nom pour AC Spark Plug Company selon les initiales de Champion.

## Biographie

### Cyclisme
Albert Champion est un coureur cycliste à la fin du XIXe siècle. Spécialiste des courses sur piste, il surprend en gagnant Paris–Roubaix en 1899.
À l'âge de douze ans, Albert Champion commence à travailler comme un messager pour un fabricant de vélos français. Cherchant à devenir le messager le plus rapide de la société, il s'entraîne dur. À 16 ans, en 1894 il remporte sa première victoire dans une course cycliste nationale.
L'historien Pierre Chany dit que Champion va aux États-Unis après sa victoire à Roubaix pour des contrats de pistard et pour échapper à la conscription qui pouvait signifier sept ans sous les drapeaux. Il court derrière entraîneurs à motocyclette contre des coureurs comme Jimmy Michael. Il mène une vie aisée au point qu'il peut acheter une voiture de course et participer à des compétitions.
Il a un accident en course et passe plusieurs mois à l'hôpital. Une de ses jambes est désormais plus courte de deux centimètres que l'autre. À ce moment Champion veut ouvrir une usine de bougies d'allumage. Il rentre en France pour trouver plus de capitaux. Pour compenser sa jambe raccourcie son pédalier utilise des manivelles de longueurs différentes et gagne le championnat de France de demi-fond sur piste derrière entraineur au Parc des Princes devant des spécialistes comme Parent, Contenet et l'"Adonis blond" Émile Bouhours. La course provoque la réouverture de sa blessure et il est emmené à l'Hôpital Boucicaut où il croise un camarade de course, Brecy, blessé lors d'une chute à 90 km/h. Cet évènement met fin à la carrière de cycliste de Champion.

### Paris–Roubaix 1899
Le Paris-Roubaix 1899 se court derrière de petites motos. Cela attire des coureurs sur piste qui y sont habitués. La course a lieu le 2 avril avec 32 coureurs. Les meilleurs coureurs sur route sont présents : Maurice Garin et Josef Fischer mais aussi des spécialistes de la piste comme Champion, Émile Bouhours et Paul Bor. Ce que ces derniers gagnent de l'expérience de la course derrière entraineur, ils le perdent avec leur manque d'habitude des pavés et des mauvaises routes sur le parcours de Paris–Roubaix.
Champion, âgé de 21 ans, est un outsider mais les autres coureurs partent à sa poursuite quand il s'échappe en solitaire peu après le départ. Seul Bouhours se rapproche à moins d'une minute à Amiens à mi-distance. Mais l'entraineur de Bouhours heurte un spectateur et met fin à ses espoirs. Champion ralentit près d'Arras à cause d'une fringale, parcourant les plus mauvais pavés à la vitesse de la marche à pied. Cependant il conserve encore 23 minutes d'avance sur Bor et Ambroise Garin, le frère de Maurice, à l'arrivée à Roubaix.
Champion fait un temps de 8 h 22 min 53 s soit 10 minutes de plus que Maurice Garin en 1898 dont la course s'était passée dans de mauvaises conditions climatiques.

### Vie professionnelle
Champion commence à s’intéresser aux voitures et aux courses de voitures aux États-Unis. Il rentre en France pour faire des bougies d'allumage et des magnétos d'allumage. Il retourne en Amérique au début des années 1900 pour créer la Champion Spark Plug Company à Boston. En 1908, après un désaccord avec ses financiers de Boston, il abandonne sa société et déménage à Flint au Michigan où il crée la Champion Ignition Company. Son premier bureau se trouve au dernier étage de l'usine Buick. La société est capitalisée en octobre 1908 et change de nom un an plus tard à la suite d'un recours juridique de son ancienne société pour AC Spark Plug Company d'après les initiales de Champion. De nos jours, le nom survit à travers ACDelco de General Motors et les bougies d'allumage vendues par Federal-Mogul.
Champion meurt le 27 octobre 1927. General Motors rachète toutes les actions de la société aux héritiers.

### Vie personnelle
Champion se marie aux États-Unis mais le mariage ne dure pas. En 1922, il épouse une femme du show business. En 1927, il meurt d'une attaque cardiaque alors qu'il danse à l'Hôtel Meurice pendant un banquet à Paris alors qu'il était honoré pour avoir fourni les bougies d'allumage qui ont servi à la première traversée de l’Atlantique par Charles Lindbergh la même année.
Son héritage s'élève à 15 million $. Selon Alfred P. Sloan, le président de General Motors : « La clé du succès de Champion était qu'il n'était jamais satisfait ... son esprit était orienté par la nécessité de l'amélioration constante ».
Champion est enterré au Cimetière du Père-Lachaise (94e division) à Paris.

## Palmarès
- 1899
  - Paris-Roubaix
- 1904

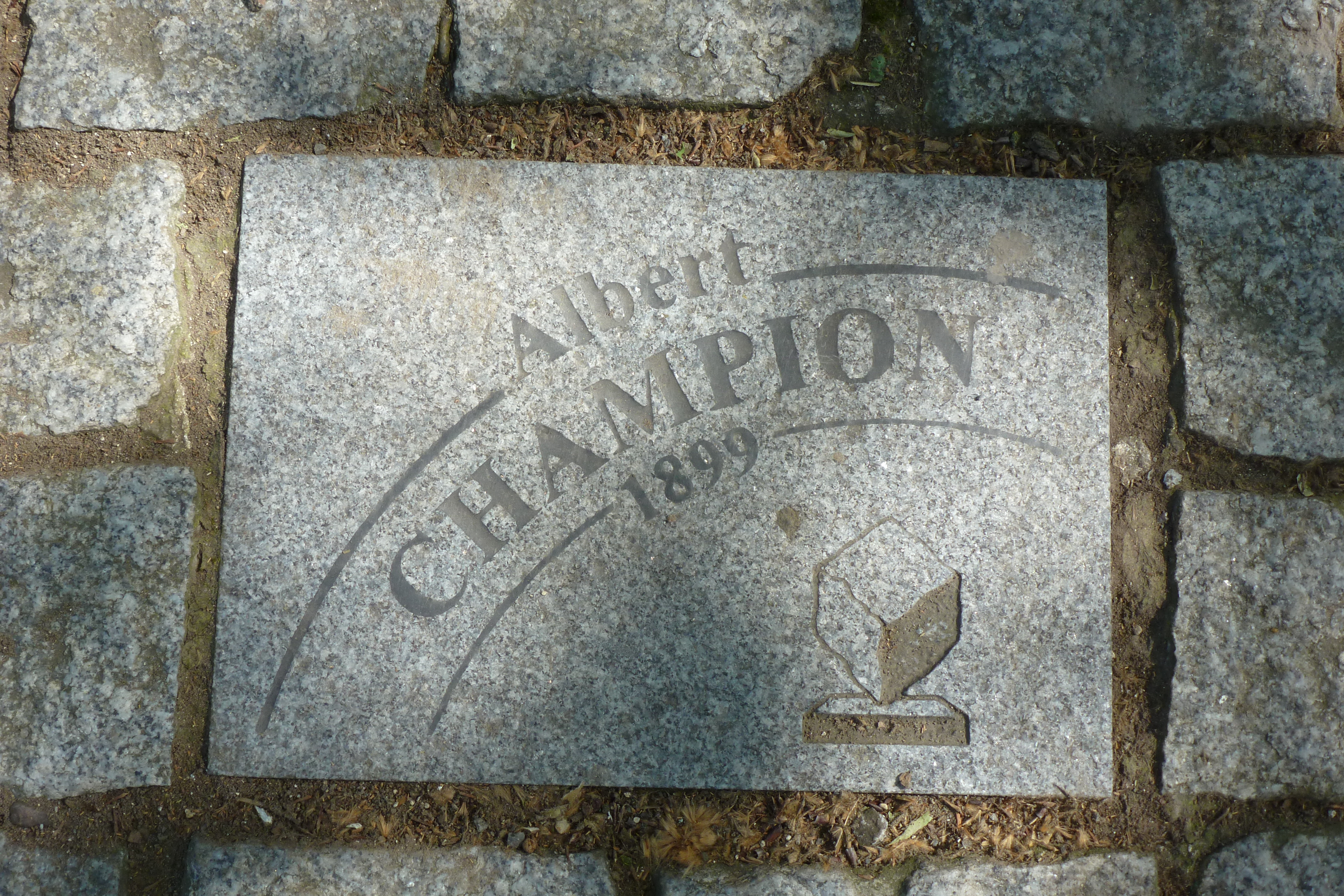
Le pavé Albert Champion, à Roubaix.

  -  Champion de France de demi-fond